# Comité des médicaments à usage humain
Le Comité des médicaments à usage humain (CMUH) (anglais : Committee for Medicinal Products for Human Use (CHMP)) est un comité de l'Agence européenne des médicaments (AEM), autrefois nommée Agence européenne pour l'évaluation des médicaments (EMEA). Le Comité des médicaments à usage humain était anciennement appelé le Comité des spécialités pharmaceutiques (anglais : Committee for Proprietary Medicinal Products abrégé CPMP).

## Organisation
Le comité se compose d'un président, d'un représentant (et d'un suppléant) de chacune des autorités nationales compétentes de tous les états membres de l'Union européenne ainsi que de celles de l'Islande et de la Norvège, et jusqu'à 5 membres cooptés (experts ad hoc sur un sujet particulier). Il se réunit tous les mois au siège de l'Agence européenne des médicaments.

## Rôles
Le CMUH évalue les demandes relatives aux médicaments dans le cadre des procédures centralisées d'autorisation communautaire de mise sur le marché. 

Conformément au règlement no 726/2004/CE de la Commission Européenne, il rend des avis scientifiques sur toutes les questions relatives aux médicaments à usage humain. 

Le CMUH peut arbitrer les cas de désaccords entre États membres en cas de procédure décentralisée ou de reconnaissance mutuelle de mise sur le marché de médicaments impliquant plusieurs États membres. Il peut aussi intervenir lorsque des craintes relatives à la protection de la santé publique en rapport avec des médicaments sont en jeu.